# Adam Ries
Adam Ries ou também Adam Riese (Staffelstein, Francónia, c. 1492 — Annaberg, Montanhas Ore, 30 de Março de 1559) foi um matemático alemão. Ele também é conhecido pelo nome de Adam Ries.

## Vida
Quase nada se sabe sobre a infância, juventude e educação de Ries. O ano exato de seu nascimento não é conhecido. A legenda do único retrato contemporâneo conhecido do matemático diz: ANNO 1550 ADAM RIES SEINS ALTERS IM LVIII. Então, aparentemente, ele tinha 58 anos na época da foto, feita em 1550. Disto pode-se deduzir que ele nasceu em 1492 ou 1493. A localização de seu nascimento, Staffelstein, pode ser determinada com certeza, pois ele fornece informações sobre si mesmo no prefácio de seu livro Coß. Seu pai era o dono da fábrica lá, Contz Ries, e sua mãe, Eva Kittler, era a segunda esposa de seu pai.
As primeiras décadas após o nascimento de Ries não estão documentadas, então não se sabe quais escolas ele frequentou. Também não há informações sobre seus estudos nos registros de matrícula das universidades.
A primeira vez que Adam Ries foi mencionado em um documento foi em 22 de abril de 1517, quando compareceu perante o Conselho de Staffelstein por causa de uma disputa sobre uma herança. Em 1509, ele já morava em Zwickau com seu irmão mais novo, Conrad, que frequentava a escola de latim lá. Em 1518, Ries foi para Erfurt, onde dirigiu uma escola de matemática, e escreveu dois de seus livros de matemática e os publicou lá.
Em 1522 ou 1523, mudou-se para a recém-fundada cidade mineira de Annaberg, onde passou o resto de sua vida. Lá ele terminou o trabalho no manuscrito de seu livro de álgebra, Coß, em 1524, embora o livro não tenha sido publicado até 1992 por B. G.  Teubner. Durante esse tempo, Ries conheceu Anna Leuber, filha do mestre montador de Freiberg , Andreas Leuber. O casamento do casal foi mencionado no registro da Igreja de Santa Ana em Annaberg em 1525. No mesmo ano, ele prestou juramento de cidadania, comprou uma casa na Johannisgasse em Annaberg e se estabeleceu. Ele primeiro ganhou a vida como um Rezessschreiber (pessoa que verificava os cálculos das minas), e depois como Gegenschreiber (escritor das minas) e Zehntner (administrador financeiro regional). Em 1539, ele comprou "Riesenburg", um pequeno castelo fora da cidade, cujos edifícios ainda hoje levam seu nome. Depois que seu último trabalho apareceu impresso em 1550, Ries morreu em 30 de março de 1559. Devido à escassez de informações, não se sabe onde ele está enterrado, seja em Annaberg, Riesenburg ou em outro lugar.

## Publicações
- Rechnung auff der linihen (1518): Nele, Ries descreve o cálculo nas linhas de uma tábua de calcular, uma espécie de ábaco. De acordo com o prefácio, a segunda edição foi expressamente destinada a crianças.[6]
- Rechnung auff der linihen und federn... (1522): Além de calcular na tábua de cálculo, ele descreve cálculos numéricos com dígitos indianos/árabe. Os leitores pretendidos eram os aprendizes de empresários e artesãos. Até agora, foi publicado 114 vezes.
- Coß (manuscrito 1524, impresso em 1992): O livro de álgebra recebeu o nome do nome comum para a variável desconhecida na Idade Média alemã e estabelece a conexão entre a álgebra medieval e a moderna.
- Ein Gerechent Büchlein/ auff den Schöffel/ Eimer/ vnd Pfundtgewicht... (manuscrito 1533, impresso em 1536): Um livro com tabelas para cálculo de preços diários; uma espécie de guia que, segundo o prefácio de Ries, ajuda "para que o pobre homem comum não seja enganado na compra do pão". Também conhecido pelo nome de "Annaberger Brotordnung".
- Rechenung nach der lenge/ auff den Linihen vnd Feder. (1550): Frequentemente citado sob o título abreviado, "Prática". O livro também mostra pela primeira vez um retrato do autor, que é o único retrato contemporâneo de Ries, e também dá uma indicação do ano de seu nascimento.

Ries não escreveu suas obras em latim, como era comum na época, mas em alemão.

## Galeria

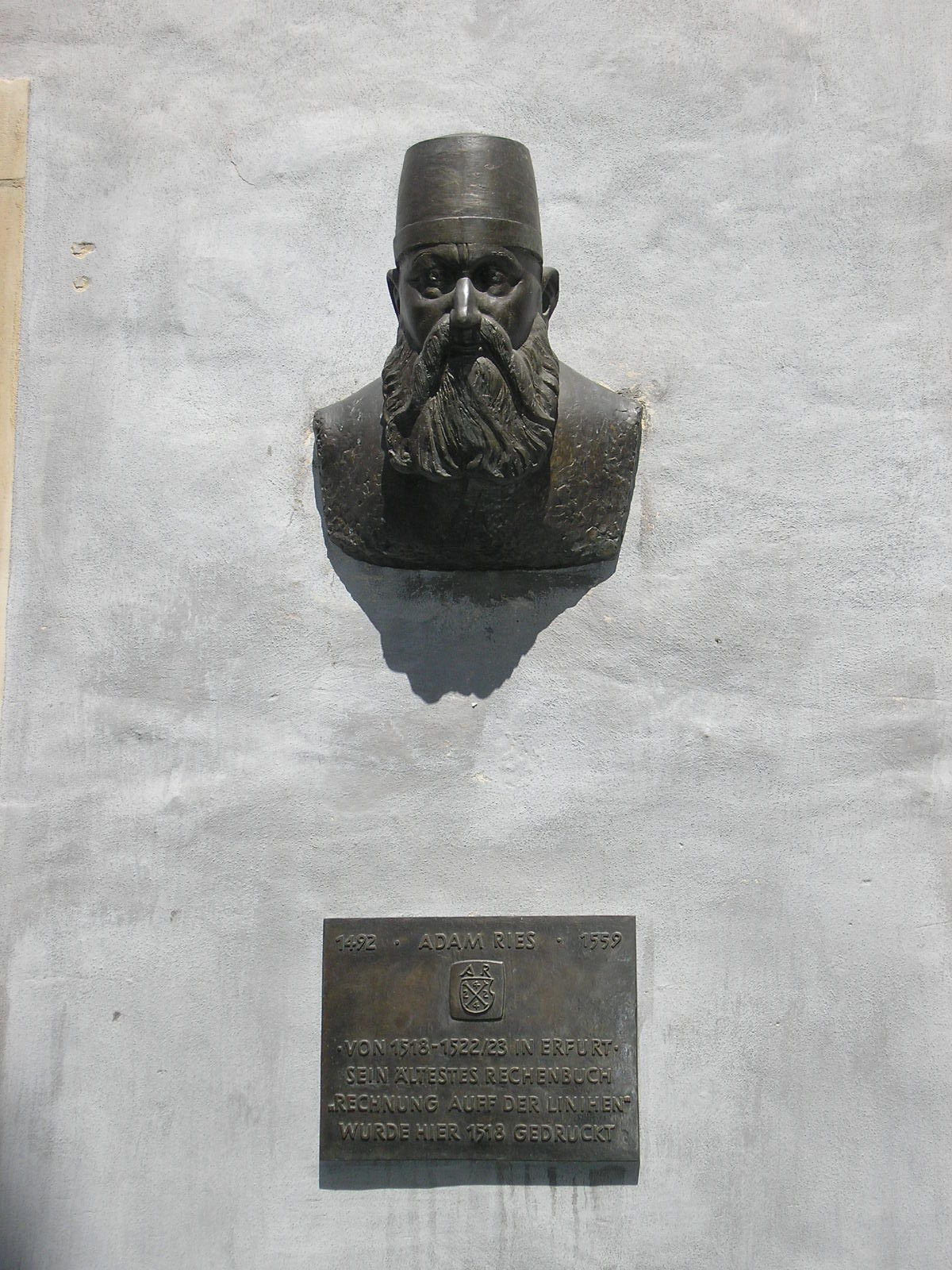
Busto em Erfurt
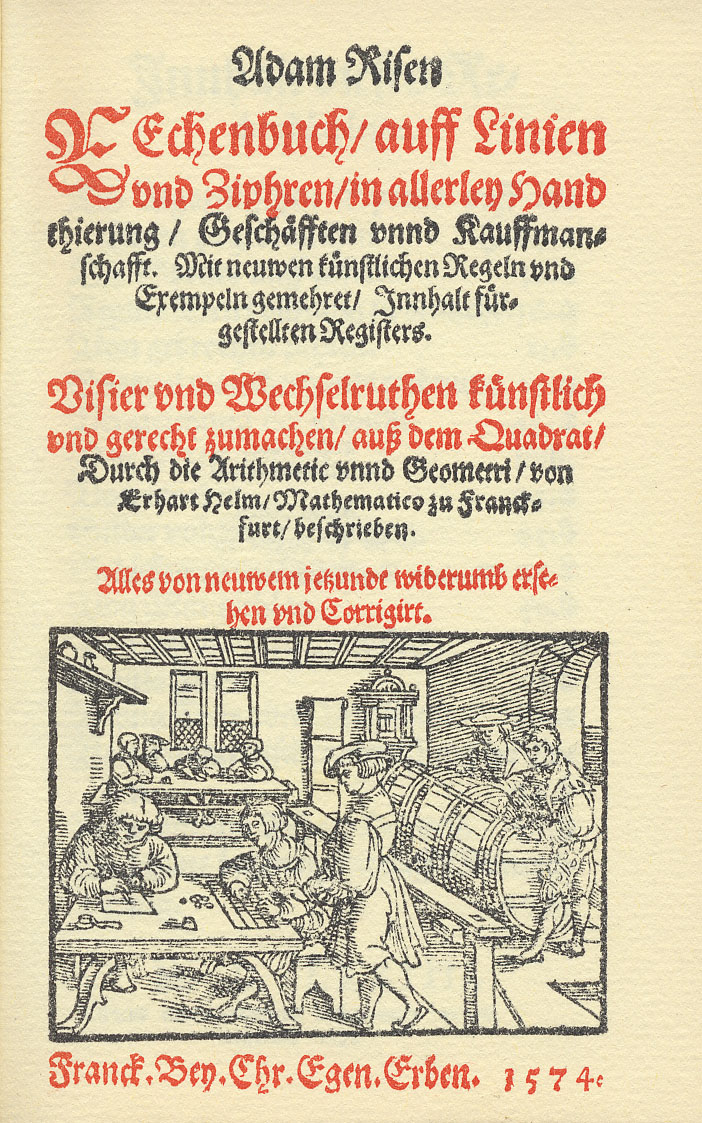
Livro de aritmética, 1574
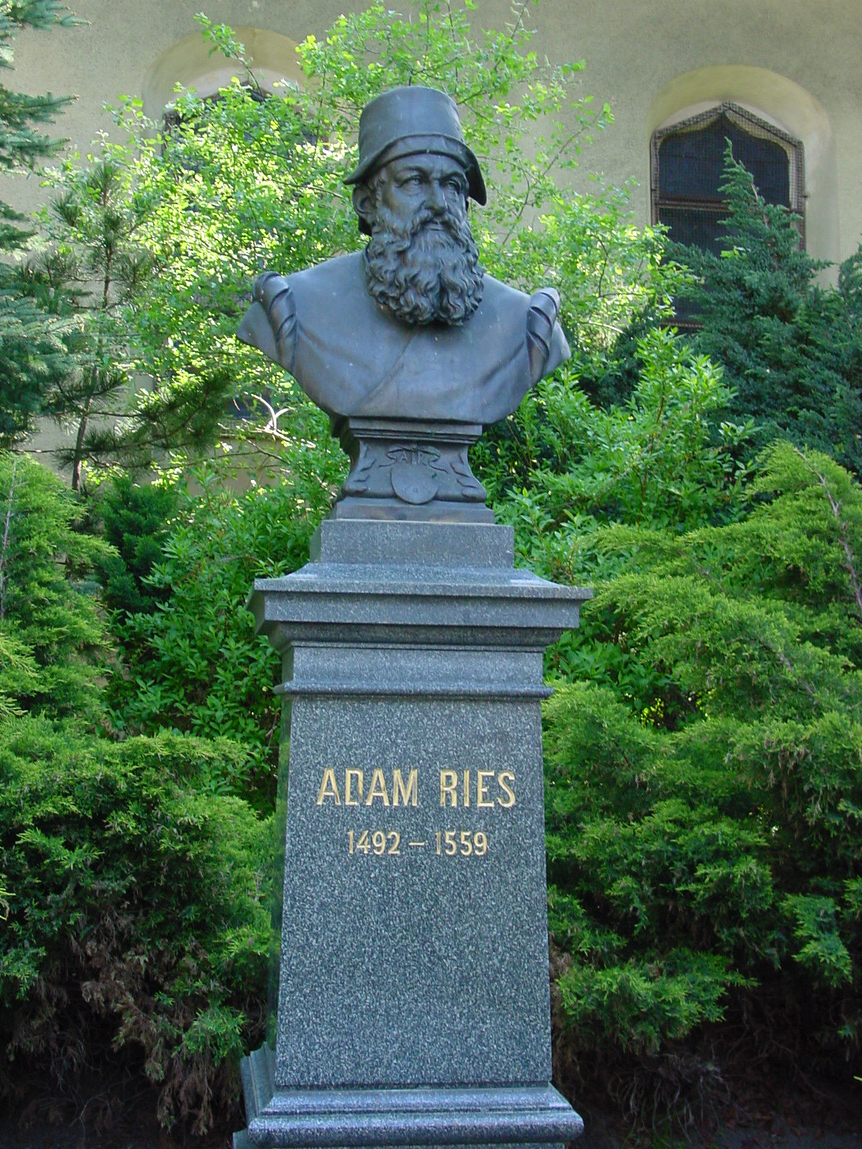
Monumento em St. Trinitatiskirche, Annaberg-Buchholz